# Stazione di Ōmi-Imazu
La stazione di Ōmi-Imazu (近江今津駅?, Ōmi-Imazu-eki) è una stazione ferroviaria della città di Takashima, nella prefettura di Shiga in Giappone. La stazione è gestita dalla JR West e serve la linea Kosei sulla sponda occidentale del lago Biwa.

## Linee
JR West
■ Linea Kosei

## Struttura
La stazione è costituita da due marciapiedi a isola con 4 binari su viadotto. 
Per quanto riguarda il traffico, per tutto il giorno alla stazione fermano circa 2 treni all'ora (fra cui un Rapido Speciale).
| 1 | ■ Linea Kosei | per Ōmi-Shiotsu, Tsuruga e Nagahama | Espressi Limitati Thunderbird'                                     |
| 2 | ■ Linea Kosei | per Ōmi-Shiotsu, Tsuruga e Nagahama | Rapidi, Rapidi Speciali e Locali                                   |
| 2 | ■ Linea Kosei | per Yamashina, Kyoto e Ōsaka        | Rapidi, Rapidi Speciali e Locali                                   |
| 3 | ■ Linea Kosei | per Ōmi-Shiotsu, Tsuruga e Nagahama | Treni terminanti a questa stazione                                 |
| 3 | ■ Linea Kosei | per Yamashina, Kyoto e Ōsaka        | Alcuni treni Locali                                                |
| 4 | ■ Linea Kosei | per Yamashina, Kyoto e Ōsaka        | Espressi Limitati Thunderbird' e parte di Rapidi Speciali e Locali |

## Stazioni adiacenti
| «           | Servizio      | »           |
| Linea Kosei | Linea Kosei   | Linea Kosei |
| ----------- | ------------- | ----------- |
| Shin-Asahi  | Tutti i treni | Ōmi-Nakashō |